# Kabinett Albrecht III
Das Kabinett Albrecht III bildete vom 28. Juni 1978 bis zum 22. Juni 1982 die Niedersächsische Landesregierung. Die Regierung endete regulär mit der Landtagswahl 1982.
| Amt                                    | Name                                                   | Partei | Partei |
| -------------------------------------- | ------------------------------------------------------ | ------ | ------ |
| Ministerpräsident                      | Ernst Albrecht                                         |        | CDU    |
| Stellvertreter des Ministerpräsidenten | Wilfried Hasselmann                                    |        | CDU    |
| Bundesangelegenheiten                  | Wilfried Hasselmann                                    |        | CDU    |
| Inneres                                | Egbert Möcklinghoff                                    |        | CDU    |
| Wirtschaft und Verkehr                 | Birgit Breuel                                          |        | CDU    |
| Ernährung, Landwirtschaft und Forsten  | Gerhard Glup                                           |        | CDU    |
| Finanzen                               | Walther Leisler Kiep (bis 4. November 1980)            |        | CDU    |
| Finanzen                               | Ernst Albrecht (4. November 1980 bis 3. Dezember 1980) |        | CDU    |
| Finanzen                               | Burkhard Ritz (ab 3. Dezember 1980)                    |        | CDU    |
| Justiz                                 | Hans-Dieter Schwind                                    |        | CDU    |
| Kultus                                 | Werner Remmers                                         |        | CDU    |
| Wissenschaft und Kunst                 | Eduard Pestel (bis 20. Mai 1981)                       |        | CDU    |
| Wissenschaft und Kunst                 | Johann-Tönjes Cassens (ab 20. Mai 1981)                |        | CDU    |
| Soziales                               | Hermann Schnipkoweit                                   |        | CDU    |